# 巧克力 (韓國電視劇)
《巧克力》，為韓國JTBC於2019年11月29日起播出的金土連續劇，由《對不起，我愛你》的李亨民導演與李慶熙作家再度合作打造，為100%事前製作。講述腦神經外科醫生和意大利世界料理大會出身的主廚，互相治癒彼此過去的傷痕，並給需要臨終關懷的人士提供料理的愛情故事。
2019年11月29日全球（除臺灣外）於Netflix上線；臺灣由friDay影音獨家跟播，劇集結束後LINE TV隨後上線。2023年Netflix於臺灣全集上架。

## 演員陣容

### 主要人物
| 演員   | 角色   | 介紹 | 國語配音 |
| 河智苑 | 文車英 | 擁有意大利世界料理大賽亞軍資歷的廚師。 11歲時因為媽媽過度消費，令身患疾病的爸爸因沒有手術費去世。當時在和媽媽約定好的三豐百貨店等她，突然百貨商店倒塌，被困在水泥堆裡，多虧一位阿姨才熬過了恐怖與絕望的時間。她將阿姨給的巧克力省吃儉用堅持到底，最後被戲劇性地救了出來。事件過後，她才知道媽媽帶著弟弟太賢，拿走所有的錢離開了首爾。而她在爸爸朋友明植大叔的幫助下長大，成為了廚師，然後在29歲的夏天又見到了李康。 | 魏晶琦   |
| 尹啟相 | 李崗   | 巨星醫院腦神經外科醫生，容雪的孫子。 他的媽媽在全羅南道莞島的小浦口經營大海餐廳，獨自養育了他。7歲時，他跟隨奶奶和大伯的家人到首爾，但爸爸的家人卻對他和媽媽視而不見，令他總是纏着媽媽說要回到莞島。某一天他和媽媽吵架後睡著了，醒來發現媽媽在三豐百貨店倒塌事故中死去…他一直希望將所謂的家人帶給他母子的侮辱還給他們。                                                                                             | 宋克軍   |
| 張勝祖 | 李濬   | 巨星醫院腦神經外科醫生，李康的堂兄。他從小就沒有捱過家人的指責，並從父母那裏學到了應該討好奶奶。和李康是競爭關係。在醫院工作時和車英較長時間接觸，開始對她十分好奇和有了好感。 | 李世揚   |
| 劉太旿 | 權敏成 | 律師，賢錫的兒子。他的媽媽心臟不好，在生下他後就死去了，他的爸爸因妻子去世而感到彷徨，無力對他傾注感情。所以把他交給了在美國的外婆家照顧，在上初中後他才能回到韓國。因無法適應韓國生活，他當時沒有朋友，與李康成了世上獨一無二的兄弟。 | 喬資淯   |
| 閔鎮雄 | 文太賢 | 車英的弟弟，無業遊民。9歲時，被別人追賬的媽媽來學校接他，坐上長途汽車後突然與姐姐分開，開始了逃亡生活。他們怕被人抓到，連學校都辦不好，每月搬一次家，他很羨慕沒有一起逃跑的車英。在他18歲時，媽媽留下一封信說「現在沒有人認得你了，你走你的路吧」就消失了。他在之後再次來到首爾，時隔15年再次見到車英。 | 梁興昌   |

### 巨星集團家族
| 演員   | 角色   | 介紹 | 國語配音 |
| 姜富子 | 韓容雪 | 李康、李俊的奶奶，巨星醫院理事長。她的丈夫是醫生，家裏世代流傳的醫院被小叔搶走，結果丈夫因急性心肌梗塞去世。其後她靠做生意和土地投機積累了鉅額財富，從小叔手中奪回了醫院，並擴充醫院的規模，誕生了現在的巨星醫院。 | 魏晶琦   |
| 李在龍 | 李勝勳 | 李俊的爸爸，容雪的長子，巨星醫院院長。他並不是一個聰明人，弟弟在勳聽了一次就能夠了解的事情，他要聽十次才明白，故一直對在勳有嫉妒和自卑感，讓他擺脫自卑感的就是他的兒子李俊。 | 李世揚   |
| 金宣敬 | 尹惠美 | 李俊的媽媽，勝勳的妻子，巨星醫院副院長。她是在勳的朋友兼大學同學，留學時期第一次見到他，出入在勳家時被容雪看中。當時她的爸爸在仁川經營一家小型電風扇配件公司，但事業宣告破產。經過冷靜的算計，她接受容雪的提議與勝勳結婚，還登上巨星醫院副院長的職位。                                                                      | 馮嘉德   |
|        | 李在勳 | 李康的爸爸，勝勳的弟弟，容雪的次子。 |          |
| 李言貞 | 鄭秀熙 | 李康的媽媽，在勳的妻子。她的媽媽是巨星家族的保姆，在容雪的指使下，她前往美國照顧在勳，結果與在勳墜入愛河，一起逃到莞島。當在勳在颱風中失蹤時，她正在臨產。兒子9歲時她見到了容雪的家人，她明白了自己從兒子手中奪走了多麼了不起的東西。回到首爾之後，他買了兒子喜歡的巧克力，並想和兒子一起回到莞島，但沒能如願就離開了人世。 |          |
| 尹藝熙 | 李瑞勳 | 勝勳的妹妹，容雪的小女兒。她對學習沒有興趣，故容雪好不容易讓她大學畢業後，便安排她與檢察官相親結婚。但丈夫在結婚後性情大變，開始無視她，甚至出軌。由於爸媽不願意見到兩人離婚，故夫妻處於分居狀態。 | 張乃文   |

### 巨星臨終關懷護理組
| 演員   | 角色   | 介紹 | 國語配音 |
| 金元海 | 權賢錫 | 敏成的爸爸，韓英醫院消化內科課長，現為巨星醫院病房院長。他對善愛一見鍾情就求婚了，但在之後善愛有了別的男人，因為自尊心他二話不說地離了婚，之後像個廢人一樣生活，第二年像逃亡一樣再婚。他再婚的妻子生下兒子敏成後就離開了人世，結果對結婚已經沒有信心。此後他與兒子在數十年後才重逢，在敏成的勸說下，他當了病房院長，但這時見到了自願來到關懷部服務的善愛。         |          |
| 金好貞 | 韓善愛 | 賢錫的前妻。她是窮家出身，早就放棄學業學習美容技術，到美容院就職。雖然愛上了美容院院長的兒子太秀，但是和條件好的賢錫結了婚。兩人離婚後，她被太秀拋棄，也與把自己當成冤家的夫家斷絕來往。為了維持生計，她到伯伯家做洗碗工。就這樣，她攢夠了錢，成為了「皇帝飯桌」韓食店的主人。她到醫院檢查時，發現患上阿茲海默症，並想在失去記憶之前，給因為自己而受傷的賢錫補償。 | 張乃文   |
| 廉惠蘭 | 河英實 | 巨星臨終關懷護理組組長，前韓英醫院重症監護室護士長，賢錫朋友的妹妹。在賢錫的勸說下，她離開了工作了19年的韓英醫院，來到了巨星臨終關懷護理組。雖然年薪不能與在韓英醫院時相比，但工作十分有意義。 |          |
| 李珠妍 | 裴娜拉 | 巨星臨終關懷護士。她畢業於地方大學的護理系，後來看到巨星醫院的招聘公告，就到了關懷護理組工作。 |          |

### 其他人物
| 演員   | 角色     | 介紹 | 國語配音 |
| 張德柱 | 河東具   | 住在莞島的泥鰍船船長，雖然外表兇惡粗魯，實為善良的人。雖然他心裡喜歡李康的母親秀熙，但因認為自己是做粗活的鄉下人，不敢向她表白。非常疼愛李康，經常託人從國外帶回高檔的巧克力給他，彌補了李康童年時父親早逝的遺憾。 |          |
| 李孝彬 | 金仁珠   | 在敏成與車英分手後於相親認識的女子，並成為其未婚妻，但在結婚前敏成便因癌症惡化住進臨終關懷醫院，之後便一直照顧他直到癌症過世為止。                                                                                 |          |
| 李容怡 | 淑子奶奶 | 巨星臨終關懷病房患者。 |          |
| 全聖愛 | 容順奶奶 | 淑子奶奶丈夫的二房，常陪伴著淑子奶奶。 |          |
| 禹成民 | 尹志龍   | 重症病患，認為自己是來維護地球和平的太空戰士，深信他離開地球是因為他的星球開飛船來把他接回去。 | 張乃文   |
| 李燦裕 | 尹敏龍   | 父親過世，被再婚的母親拋棄，和弟弟志容一起由奶奶照顧，所以個性早熟，成為李康的諮詢對象。 | 馮嘉德   |
| 李韓書 | 藝瑟     | 在醫院陪伴重症媽媽的靈巧女孩，是敏龍和志容的玩伴。感謝李康醫生救治她媽媽，所以特別準備巧克力送給他卻遭婉拒。 |          |
| 楊朱豪 |          | 藝瑟的爸爸。 |          |
| 吳永洙 | 金爺爺   | 巨星臨終關懷病房患者，喜歡去中華麵館吃炸醬麵。 |          |
| 李茂生 | 鄭世允   | 鄭教授，權賢碩的弟子、金熙珠的丈夫。 |          |
| 金孝敏 | 金熙珠   | 巨星臨終關懷病房患者，鄭世允的妻子、李俊的初戀。後被李康發現仍有治癒的機會，轉院治療。 |          |
|        | 志龍媽媽 | 志龍和敏龍的媽媽，因再婚對象家暴而不敢面對與前夫所生的孩子，受車英啟發而回到孩子身邊。 | 張乃文   |
|        | 麥可     | 韓裔美籍、原名成哲，罹患絕症的男病患，念念不忘希望臨終前能吃到生母所煮的泡菜鍋，因此養母帶他返韓尋親。 |          |
|        | 麥可媽媽 | 麥可生母，受車英啟發而成功做出麥可小時候愛吃的泡菜鍋。 |          |
| 劉仁秀 | 趙聖九   | 麥可哥哥，只是想從麥可養母那邊拿到錢。 |          |
|        | 蘇珊     | 美國人，韓裔美籍病人麥可的養母。 |          |
| 婑斌   | 庭福     | 住在莞島的泥鰍船船長大叔的外甥女，個性熱情活潑，童年時暗戀李康。 |          |
| 尹寶拉 | 尹熙娜   | 在巨星醫院廚房中直播吃播的醫院病人。 |          |
| 全錫浩 | 閔大植   | 喜歡河英實的年下男。 |          |

## 原聲帶
- Part.1（發行日期：2019年12月1日）

| 曲序 | 曲目                    | 演唱      | 时长 |
| ---- | ----------------------- | --------- | ---- |
| 1.   | SWEETEST THING          | SEVENTEEN | 3:39 |
| 2.   | SWEETEST THING（Inst.） |           | 3:39 |

- Part.2（發行日期：2019年12月7日）

| 曲序 | 曲目                                           | 演唱            | 时长 |
| ---- | ---------------------------------------------- | --------------- | ---- |
| 1.   | 樹 (巧克力 OST Ver.)（나무 (초콜릿 OST Ver.)） | Car, the garden | 3:48 |
| 2.   | 樹 (巧克力 OST Ver.)（Inst.）                  |                 | 3:48 |

- Part.3（發行日期：2019年12月8日）

| 曲序 | 曲目                    | 演唱   | 时长 |
| ---- | ----------------------- | ------ | ---- |
| 1.   | Always Be Here          | 鄭振宇 | 3:35 |
| 2.   | Always Be Here（Inst.） |        | 3:35 |

- Part.4（發行日期：2019年12月14日）

| 曲序 | 曲目                    | 演唱 | 时长 |
| ---- | ----------------------- | ---- | ---- |
| 1.   | Always Be Here          | 河珍 | 3:36 |
| 2.   | Always Be Here（Inst.） |      | 3:36 |

- Part.5（發行日期：2019年12月15日）

| 曲序 | 曲目                        | 演唱  | 时长 |
| ---- | --------------------------- | ----- | ---- |
| 1.   | 只注視著你（그저 바라본다） | Ailee | 3:42 |
| 2.   | 只注視著你（Inst.）         |       | 3:42 |

- Part.6（發行日期：2019年12月21日）

| 曲序 | 曲目          | 演唱  | 时长 |
| ---- | ------------- | ----- | ---- |
| 1.   | 迎接（마중）  | Kassy | 3:26 |
| 2.   | 迎接（Inst.） |       | 3:26 |

- Part.7（發行日期：2019年12月22日）

| 曲序 | 曲目             | 演唱 | 时长 |
| ---- | ---------------- | ---- | ---- |
| 1.   | Special          | 宥斌 | 3:33 |
| 2.   | Special（Inst.） |      | 3:33 |

- Part.8（發行日期：2019年12月28日）

| 曲序 | 曲目           | 演唱            | 时长 |
| ---- | -------------- | --------------- | ---- |
| 1.   | 暗戀（짝사랑） | Hui（Pentagon） | 3:49 |
| 2.   | 暗戀（Inst.）  |                 | 3:49 |

- Part.9（發行日期：2020年1月5日）

| 曲序 | 曲目                      | 演唱   | 时长 |
| ---- | ------------------------- | ------ | ---- |
| 1.   | 先走一步（먼저 가볼게요） | 河志雄 | 4:16 |
| 2.   | 先走一步（Inst.）         |        | 4:16 |

- Part.10（發行日期：2020年1月12日）

| 曲序 | 曲目                                | 演唱        | 时长 |
| ---- | ----------------------------------- | ----------- | ---- |
| 1.   | Right Time And Right Place          | Stella Jang | 3:53 |
| 2.   | Right Time And Right Place（Inst.） |             | 3:53 |

- Part.11（發行日期：2020年1月19日）

| 曲序 | 曲目             | 演唱                   | 时长 |
| ---- | ---------------- | ---------------------- | ---- |
| 1.   | You & I          | ID:Earth (Feat.문형준) | 4:21 |
| 2.   | You & I（Inst.） |                        | 4:21 |

- Part.12 Special Track（發行日期：2020年1月19日）

| 曲序 | 曲目             | 演唱            | 时长 |
| ---- | ---------------- | --------------- | ---- |
| 1.   | You & I          | 尹啟相 x 河智苑 | 4:22 |
| 2.   | You & I（Inst.） |                 | 4:22 |

## 其他搭配歌曲
- 台灣東森戲劇台版本
  - 片尾曲：韋禮安《不用告訴我》

## 收視率
| 集數       | 播出日期   | AGB收視率        | AGB收視率      |
| 集數       | 播出日期   | 大韓民國（全國） | 首爾（首都圈） |
| ---------- | ---------- | ---------------- | -------------- |
| 1          | 2019/11/29 | 3.475%           | 4.243%         |
| 2          | 2019/11/30 | 4.364%           | 5.280%         |
| 3          | 2019/12/06 | 4.316%           | 4.745%         |
| 4          | 2019/12/07 | 4.603%           | 5.370%         |
| 5          | 2019/12/13 | 4.372%           | 4.963%         |
| 6          | 2019/12/14 | 4.173%           | 4.243%         |
| 7          | 2019/12/20 | 4.265%           | 4.560%         |
| 8          | 2019/12/21 | 4.230%           | 4.291%         |
| 9          | 2019/12/27 | 4.142%           | 4.794%         |
| 10         | 2019/12/28 | 3.812%           | 4.367%         |
| 11         | 2020/01/03 | 4.177%           | 4.615%         |
| 12         | 2020/01/04 | 4.205%           | 4.717%         |
| 13         | 2020/01/10 | 3.804%           | 4.317%         |
| 14         | 2020/01/11 | 4.215%           | 4.917%         |
| 15         | 2020/01/17 | 3.778%           | 3.982%         |
| 16         | 2020/01/18 | 4.579%           | 5.071%         |
| 平均收視率 | 平均收視率 | 4.157%           | 4.655%         |

- 收視最低的集數以藍色表示，收視最高的集數以紅色表示，而空格則表示該集的收視沒有相關數據。

## 外部連結
- 韓國JTBC官方網站 （页面存档备份，存于）
- NAVER上的《巧克力》 （页面存档备份，存于）
- 在Netflix上觀看《巧克力》

| JTBC 金土劇                                 | JTBC 金土劇                                   | JTBC 金土劇 |
| ------------------------------------------- | --------------------------------------------- | ----------- |
|                                             | 巧克力 （2019年11月29日 – 2020年1月18日）     |             |
| 我的國家 （2019年10月4日 – 2019年11月23日） | 梨泰院Class （2020年1月31日 – 2020年3月21日） |             |

| 臺灣 東森戲劇台 星期一至五 23:00 - 00:00                   | 臺灣 東森戲劇台 星期一至五 23:00 - 00:00       | 臺灣 東森戲劇台 星期一至五 23:00 - 00:00 |
| ---------------------------------------------------------- | ---------------------------------------------- | ---------------------------------------- |
|                                                            | 巧克力 （2020年4月21日 - 2020年5月21日）       |                                          |
| 急診男女（22:00 - 00:00） （2020年4月1日 - 2020年4月20日） | 聽見你的聲音 （2020年5月22日 - 2020年6月25日） |                                          |